# Prvenstvo Avstralije 1930
Prvenstvo Avstralije 1930 v tenisu.

## Moški posamično
Edgar Moon :  Harry Hopman, 6–3, 6–1, 6–3

## Ženske posamično
Daphne Akhurst Cozens :  Sylvia Lance Harper, 10–8, 2–6, 7–5

## Moške dvojice
Jack Crawford /  Harry Hopman :  Tim Fitchett /  John Hawkes, 8–6, 6–1, 2–6, 6–3

## Ženske dvojice
Margaret Molesworth /  Emily Hood :  Marjorie Cox Crawford /  Sylvia Lance Harper, 6–3, 0–6, 7–5

## Mešane dvojice
Nell Hall Hopman /  Harry Hopman :  Marjorie Cox Crawford /  Jack Crawford, 11–9, 3–6, 6–3